# 朝鮮半島問題研究会
朝鮮半島問題研究会（ちょうせんはんとうもんだいけんきゅうかい）は2008年（平成20年）2月に結成された主に民主党を中心とした超党派の議員連盟。当初は参議院で統一会派を組む国民新党と民主党系無所属議員も参加した。

## 概要
超党派の拉致議連とは一線を画し、北朝鮮に対するこれまでの「対話と圧力」路線を放棄させ、2002年の日朝首脳会談以前の融和的な外交政策の復活を目指す議員連盟である。日朝国交正常化を前提とした上で、北朝鮮核問題、ミサイル問題等の日朝間の諸問題も上記政策により解決を目指している。
会長の岩國哲人は2008年5月上旬、大阪経済法科大学アジア太平洋研究センターの吉田康彦客員教授から訪朝に関する報告を受け、その際に「日本国民は拉致問題に拉致され、自縄自縛に陥っている」と述べていることが伝えられた。
同様の目的を持つ、自由民主党内に結成された自由民主党朝鮮半島問題小委員会とは交流があり、協同・協調して北朝鮮への直接訪問を目指している。前述の岩国や、同会と共同歩調をとる山崎拓・元自由民主党副総裁が拉致問題を軽視する言動を繰り返していることなどから、批判の声も少なくない。

## 参加議員
会長
- （空席）

副会長
- （空席）

顧問
- （空席）

常任幹事
- （空席）

幹事
- 市村浩一郎（日本維新の会）
- 青木愛（立憲民主党）

事務局長
- 平岡秀夫（立憲民主党）
- 川内博史（立憲民主党）

## 引退・落選議員
- 岩國哲人（会長・2009年に引退）
- 千葉景子（顧問・2010年に落選）
- 山下八洲夫（常任幹事・2010年に落選）
- 喜納昌吉（幹事・2010年に落選）
- 今野東（常任幹事・2012年に落選）
- 中村哲治（常任幹事・2012年に落選）
- 外山斎（幹事・2012年に落選）
- 自見庄三郎（副会長・2013年に引退）
- 藤谷光信（幹事・2013年に引退）
- 横峯良郎（幹事・2013年に引退）
- 石井一（顧問・2013年に落選）
- 松野信夫（幹事・2013年に落選）
- 川上義博（事務局長・2013年に落選）
- 鉢呂吉雄（2022年に引退）
- 室井邦彦（幹事・2024年に死去）